# Estefanía Tapias
Estefanía Tapias (* 19. Mai 1988) ist eine in der Schweiz tätige kolumbianische Stadtklimaforscherin und Unternehmerin.

## Werdegang
2012 schloss Estefania Tapias ihr Architektur-Studium am Politechnikum Turin ab. 2016 promovierte Tapias zum Thema Stadtklimaforschung bzw. Future Cities an der ETH Zürich. Zwischen 2013 und 2016 dozierte sie an der ETH zu diesem Thema. Mit Hilfe von Big Data untersuchte sie den Einfluss klimatischer und architektonischer Bedingungen auf die urbane Lebensqualität. Sie forschte sowohl im Futur-Cities-Labor der ETH in Singapur als auch im selbst lancierten «Urban Climate & Information Cities»-Projekt. Während ihrer akademischen Karriere entwickelte sie die erste Serie von Massive Open Online Courses (MOOC) zu Future Cities auf edX mit. Seit 2016 ist sie im Netzwerk der Global Shaper des Weltwirtschaftsforums tätig. 2018 nahm Forbes sie in die Liste der 30 vielversprechendsten Forscher Europas unter 30 Jahren im Bereich «Science & Healthcare» auf. 2018 gründete sie das Netzwerk und Co-Working-Unternehmen WeSpace in Zürich. Tapias Fazit: Es fehle in der Stadt Zürich ein Raum, wo Frauen wirklich zusammenarbeiten und sich austauschen könnten. Das Unternehmen wurde verkauft und Tapias schied am 21. Januar 2020 als Gesellschafterin und Geschäftsführerin aus der WeSpace GmbH aus.

## Ehrungen
- Top 100 Digital Shapers in der Schweiz, Bilanz, 2019
- Top 100 Digital Shapers in der Schweiz, Bilanz, 2018
- Forbes: «30 under 30» in Europa im Bereich «Science & Healthcare», 2018